# District de Hildesheim
Le district de Hildesheim (en allemand : Regierungsbezirk Hildesheim) est un ancien district de la province de Hanovre puis de Basse-Saxe. Son chef-lieu était Hildesheim. Le territoire du district recouvrait l'ancienne principauté épiscopale de Hildesheim (allemand : Fürstentum Hildesheim), l'ancienne principauté de Göttingen (allemand : Fürstentum Göttingen), l'ancienne principauté de Grubenhagen (allemand : Fürstentum Grubenhagen) et l'ancien comté d'Hohnstein (allemand : Grafschaft Hohnstein). 
| Le district était subdivisé en quinze arrondissements (allemand : Kreise), savoir : 1. Arrondissement d'Alfeld-sur-la-Leine (de) (allemand : Kreis Alfeld) 2. Arrondissement de Duderstadt (allemand : Kreis Duderstadt) 3. Arrondissement d'Einbeck (de) (allemand : Kreis Einbeck) 4. Arrondissement de Goslar (allemand : Kreis Goslar) 5. Arrondissement de Göttingen (allemand : Kreis Göttingen) 6. Arrondissement de Gronau (de) (allemand : Kreis Gronau) 7. Arrondissement de Hildesheim (allemand : Kreis Hildesheim) 8. Arrondissement d'Ilfeld (allemand : Kreis Ilfeld) 9. Arrondissement de Marienburg (de) (allemand : Kreis Marienburg) 10. Arrondissement de Münden (allemand : Kreis Münden) 11. Arrondissement de Northeim (allemand : Kreis Northeim) 12. Arrondissement d'Osterode am Harz (allemand : Kreis Osterode am Harz) 13. Arrondissement de Peine (allemand : Kreis Peine) 14. Arrondissement d'Uslar (de) (allemand : Kreis Uslar) 15. Arrondissement de Zellerfeld (allemand : Kreis Zellerfeld) |

## Présidents du district
- 1885–1899: Hugo Schultz (de)
- 1899–1904: Ernst von Philipsborn (de)
- 1904–1919: Paul Fromme (de)
- 1919–1922: Wilhelm Kutscher
- 1922–1927: Carl von Halfern
- 1927–1933: Leopold Höhnen (de)
- 1933–1937: Hermann Muhs
- 1937–1939: Traugott Bredow (de)
- 1939–1945: Kurt Binding (de)
- 1971–1978: Hans Kellner (de)